# بندای نامکو آرتس
بندای نامکو آرتس (به انگلیسی: Bandai Namco Arts Inc.) یک شرکت ژاپنی است که با ادغام بندای ویژوال و شرکت تابعه، Lantis توسط مالک آن بندای نامکو هلدینگز در فوریه ۲۰۱۸ تشکیل شد. این شرکت همان حوزه قبلی خود را ادامه می‌دهد که شامل تولید و توزیع انیمه و تولید و توزیع موسیقی است.